# Tafeleend
De tafeleend (Aythya ferina) is een vogel uit de familie van de eendachtigen (Anatidae). De wetenschappelijke naam van de soort werd in 1758 als Anas ferina gepubliceerd door Carl Linnaeus.
De soort is in Nederland het hele jaar aanwezig, maar er zijn er ook die in Nederland alleen vanaf september tot en met maart overwinteren. 

## Veldkenmerken
De tafeleend is 42 tot 49 cm groot. De woerd heeft een steenrode kop, een zwarte borst en een grijze rug. Het vrouwtje is vaalbruin met een lichte koptekening en lichte strepen op rug en zij. 

## Leefwijze
De tafeleend verzamelt het voedsel voornamelijk onder water en leeft van zaden, bladeren, wortelstokken, schaaldiertjes, slakken, wormen en insecten.

## Voortplanting
De eend broedt op de grond of op waterplanten in een nest gebouwd van riet en bladeren. Een legsel bestaat uit 6 tot 12 groenachtig grijze eieren. Na drie weken komen de zwartachtig bruine kuikentjes uit het ei, die na ongeveer acht weken vliegvlug zijn.

## Verspreiding en leefgebied
De soort komt voor van westelijk Europa tot centraal Azië en noordelijk China in meren met veel plantengroei en ondiepe moerassen.
Recent blijkt dat de populatie sterk is afgenomen in een groot deel van het verspreidingsgebied.

## Status
De grootte van de populatie is in 2021 geschat op 760-790 duizend volwassen vogels en dit aantal neemt snel af. Op de Rode lijst van de IUCN heeft deze soort daarom de status kwetsbaar.

## Video
- Baltsende en poetsende tafeleend